# Красная Поляна (Красногвардейский район)
Кра́сная Поля́на (до начала 1960-х Бруси́лово, до 1948 года Кара́-Чакма́к; укр. Красна Поляна, крымскотат. Qara Çaqmaq, Къара Чакъмакъ) — село в Красногвардейском районе Республики Крым, входит в состав Петровского сельского поселения (согласно административно-территориальному делению Украины — Петровского сельского совета Автономной Республики Крым).

## Население
| 2001 | 2014 |
| ---- | ---- |
| 803  | ↗828 |

Всеукраинская перепись 2001 года показала следующее распределение по носителям языка
| Язык             | Процент |
| ---------------- | ------- |
| русский          | 64.26   |
| крымскотатарский | 20.8    |
| украинский       | 13.7    |
| другие           | 0.87    |

### Динамика численности
| - 1805 год — 71 чел. - 1864 год — 11 чел. - 1889 год — 30 чел. - 1902 год — 93 чел. - 1915 год — 48/22 чел. | - 1926 год — 201 чел. - 1989 год — 761 чел. - 2001 год — 803 чел. - 2009 год — 796 чел. - 2014 год — 828 чел. |

## Современное состояние
На 2017 год в Красной Поляне числится 6 улиц; на 2009 год, по данным сельсовета, село занимало площадь более 1,1 тысячи гектаров на которой проживало 796 человек. В селе действуют детский сад «Лучик», сельский клуб, библиотека, сельская врачебная амбулатория, аптека, отделение Почты России. Село связано автобусным сообщением с райцентром и соседними населёнными пунктами.

## География
Красная Поляна — село на западе района, в степном Крыму, высота центра села над уровнем моря — 50 м. Соседние сёла: Кремневка в 2 км на запад, Ястребовка в 3,5 км на север и Миролюбовка в 6,5 км на восток. Расстояние до райцентра — около 12 километров, там же ближайшая железнодорожная станция — Урожайная. Транспортное сообщение осуществляется по региональной автодороге 35Н-401 Войково — Красногвардейское (по украинской классификации — С-0-11016).

## История
Первое документальное упоминание села встречается в Камеральном Описании Крыма… 1784 года, судя по которому, в последний период Крымского ханства Карачакмак входил в Даирский кадылык Акмечетского каймаканства. После присоединения Крыма к России (8) 19 апреля 1783 года, (8) 19 февраля 1784 года, именным указом Екатерины II сенату, на территории бывшего Крымского Ханства была образована Таврическая область и деревня была приписана к Перекопскому уезду. После Павловских реформ, с 1796 по 1802 год, входила в Акмечетский уезд Новороссийской губернии. По новому административному делению, после создания 8 (20) октября 1802 года Таврической губернии, Карачакмак был включён в состав Кокчора-Киятской волости Перекопского уезда.
По Ведомости о всех селениях в Перекопском уезде состоящих с показанием в которой волости сколько числом дворов и душ… от 21 октября 1805 года, в деревне Карачакмак числилось 6 дворов и 71 житель крымский татарин. На военно-топографической карте генерал-майора Мухина 1817 года деревня Карача чакмак обозначена с 5 дворами. После реформы волостного деления 1829 года Кара-Чокмак, согласно «Ведомости о казённых волостях Таврической губернии 1829 года», остался в составе Кокчора-Киятской волости. На карте 1836 года в деревне 3 двора, а на карте 1842 года обозначен условным знаком «малая деревня», то есть, менее 5 дворов.
В 1860-х годах, после земской реформы Александра II, деревню включили в состав Айбарской волости. В «Списке населённых мест Таврической губернии по сведениям 1864 года», составленном по результатам VIII ревизии 1864 года, Кара-Чокмак — владельческая деревня с 1 двором и 11 жителями при колодцах. По обследованиям профессора А. Н. Козловского начала 1860-х годов, колодцы деревни, глубиной 20—22 сажени (42—45 м) вырублены в камне, вода в них пресная. Если на трёхверстовой карте Шуберта 1865 года ещё обозначена деревня Кара-Чокмак, без указания числа дворов, то на карте, с корректурой 1876 года, хутор с 1 двором. Согласно «Памятной книжке Таврической губернии за 1867 год», деревня была покинута жителями, ввиду эмиграции крымских татар, особенно массовой после Крымской войны 1853—1856 годов, в Турцию и остаётся в развалинах. В «Памятной книге Таврической губернии 1889 года» по результатам Х ревизии 1887 года записан Кара-Чокмак, уже Григорьевской волости, видимо, заселённый выходцами из материковой России, с 7 дворами и 30 жителями.
После земской реформы 1890 года деревню отнесли к Александровской волости. По «…Памятной книжке Таврической губернии на 1900 год» в Чокмаке числилось 106 жителей в 7 дворах. В Статистическом справочнике Таврической губернии 1915 года в Александровской волости также записана деревня Кара-Чокмак. По Статистическому справочнику Таврической губернии. Ч.II-я. Статистический очерк, выпуск пятый Перекопский уезд, 1915 год, в деревне Кара-Чакмак Александровской волости Перекопского уезда числилось 10 дворов (4 двора с землёй, 6 — безземельные) с немецким населением в количестве 48 человек приписных жителей и 22 — «посторонних», из которых 48 мужчин и 45 женщин. Жители владели 1756 десятинами удобной земли. В хозяйствах имелось 91 лошадь, 322 вола, 61 корова и 85 голов мелкого скота.
После установления в Крыму Советской власти и учреждения 18 октября 1921 года Крымской АССР, в составе Джанкойского уезда был образован Курманский район. В 1922 году уезды получили название округов. 11 октября 1923 года, согласно постановлению ВЦИК, в административное деление Крымской АССР были внесены изменения, в результате которых был ликвидирован Курманский район и село включили в состав Джанкойского. Согласно Списку населённых пунктов Крымской АССР по Всесоюзной переписи 17 декабря 1926 года, в артели Кара-Чакмак (она же коммуна «Борьба»), центре Кара-Чакмакского сельсовета Джанкойского района, числилось 18 дворов, из них 1 крестьянский, население составляло 201 человек. В национальном отношении учтено: 104 русских, 58 украинцев, 10 немцев, 8 евреев, 5 греков, 4 белорусса, 2 армян, 3 эстонца, 7 записаны в графе «прочие», действовала русская школа-семилетка.
Постановлением Президиума КрымЦИКа «Об образовании новой административной территориальной сети Крымской АССР» от 26 января 1935 года был создан немецкий национальный (лишённый статуса национального постановлением Оргбюро ЦК КПСС от 20 февраля 1939 года) Тельманский район (с 14 декабря 1944 года — Красногвардейский) и село включили в его состав. По данным переписи 1989 года в селе проживал 761 человек. Вскоре после начала Великой Отечественной войны, 18 августа 1941 года крымские немцы были выселены, сначала в Ставропольский край, а затем в Сибирь и северный Казахстан.
После освобождения Крыма от фашистов, 12 августа 1944 года было принято постановление № ГОКО-6372с «О переселении колхозников в районы Крыма» по которому в район из областей Украины и России переселялись семьи колхозников, а в начале 1950-х годов последовала вторая волна переселенцев из различных областей Украины. С 25 июня 1946 года селения в составе Крымской области РСФСР. Указом Президиума Верховного Совета РСФСР от 18 мая 1948 года, Кара-Чокмак и Паша-Чокмак объединили и переименовали в Брусилово. 26 апреля 1954 года Крымская область была передана из состава РСФСР в состав УССР. Время упразднения сельсовета и включения в Петровский пока не установлено: на 15 июня 1960 года село уже числилось в его составе. К 1960 году Брусилово переименовали в Красную Поляну (согласно справочнику «Крымская область. Административно-территориальное деление на 1 января 1968 года» — в период с 1954 по 1968 год). В 1959 году местный колхоз им. Ленина включили в колхоз «Дружба народов». С 12 февраля 1991 года село в восстановленной Крымской АССР, 26 февраля 1992 года переименованной в Автономную Республику Крым.С 21 марта 2014 года в составе Крыма аннексирована Россией.